# Orlosup bradatý
Orlosup bradatý (Gypaetus barbatus) je velký dravec z čeledi jestřábovitých, jediný zástupce rodu Gypaetus.
V Česku je úspěšně chován a odchováván ve čtyřech zoologických zahradách (viz kapitola Chov v zoo), které se podílí i na jeho reintrodukci.
Fosilie těchto dravých ptáků jsou známé již z období miocénu (objevy na území Španělska).

## Popis
Svrchu je tmavý, spodní stranu těla má bílou. Volně žijící jedinci mají opeření na spodní straně těla zbarvené do rezava. Toto zbarvení pochází z lokalit s výskytem oxidu železitého, které orlosupi aktivně vyhledávají. Hlava je jen jemně opeřená, nápadné jsou i jeho černé licousy. Hnízdí na skalních útesech ve vysokých horách na území jižní Evropy, Afriky, Indie a Tibetu, ročně přitom klade 1–2 vejce. Problémem je avšak skutečnost, že přežije pouze nejsilnější mládě (tzv. kainismus). Populace je tzv. rezidentní. Orlosup bradatý byl úspěšně reintrodukován také do Alp, ale i přesto stále patří mezi nejvzácnější dravce Evropy. Stejně jako jiní supi se živí zejména mršinami, má přitom schopnost rozdrtit i velmi tvrdé kosti.
Tento dravec má rozpětí křídel mezi 245 a 285 cm při průměrné váze 5 až 7 kg. Jeho výška se pohybuje mezi 105 a 130 cm.
Svoji velikostí připomíná harpyji pralesní, jejíž domovinou je Latinská Amerika.

## Rozšíření
Orlosup bradatý obývá ostrůvkovitě horské a vysokohorské oblasti Afriky, střední Asie, jižní Evropy (Pyreneje ve Španělsku, Korsika) a znovu také Alpy (Švýcarsko, Itálie, Francie, Rakousko). V minulosti byl tento impozantní dravec právě v oblasti Alp člověkem vyhuben. Poslední zástřel je datován z roku 1913. Od 80. let 20. století probíhá projekt návratu orlosupů bradatých do Alp, do kterého je zapojeno přes 35 evropských zoologických zahrad, správy národních parků v Alpách, Světový fond na ochranu přírody (WWF) a rovněž speciálně pro orlosupy zřízené chovné stanice. Díky značnému úsilí těchto subjektů se podařilo orlosupy do Alp navrátit. V roce 2012 žilo v těchto horách na 130 ptáků. Podle údajů Mezinárodního svazu ochrany přírody (IUCN) se nyní ve volné přírodě vyskytuje asi tisíc až 10 tisíc orlosupů bradatých.  

## Způsob obživy
Orlosup se živí převážně kostmi, které rozbije tím, že je nechá spadnout z výšky na skálu. Dále též konzumuje všechny šlachy a chrupavky. Díky metabolismu a síle žaludečních šťáv, je schopen vytěžit všechny proteiny, tuky a minerály z této speciální potravy.
Orlosup má proto též přezdívku „rozbíječ kostí“ nebo „čistič alpských lučin“:
- „rozbíječ kostí“ – rozbíjí právě ty největší kosti o skálu tak, že je nechá spadnout z výšky 50 až 100 m. Pod tímto názvem, latinsky ossifraga, byl znám už ve středověkých bestiářích
- nebo „čistič alpských lučin“ – hraje podstatnou sanitární úlohu tím, že se živí především mršinami divokých zvířat (např. kamzíků, muflonů a skopců) nebo i domácích ovcí a koz.

## Chov v zoo
Orlosup bradatý je v Česku v současnosti chován ve čtyřech zoologických zahradách: v Zooparku Chomutov, Zoo Liberec, Zoo Ostrava a Zoo Praha. Na Slovensku nikdy chován nebyl. Ve všech zmíněných českých zařízeních však dochází k odchovům tohoto dravce, což značí o významu českého chovu v Evropě. Např. v roce 2016 se orlosupy podařilo úspěšně rozmnožit v Zoo Liberec a Zoo Ostrava. Od roku 2017 je navíc právě liberecká zoo po té ostravské teprve druhá v Evropě, kde mají dva chovné páry tohoto druhu. V roce 2017 se orlosupy podařilo rozmnožit a odchovat v Chomutově a Ostravě. V celé Evropě je chován přibližně ve čtyřech desítkách veřejných chovatelských zařízení, nejvíce pak v Německu.

### Chov v Zoo Praha
Orlosupi bradatí patří k Zoo Praha již od roku 1950. Právě v padesátých a šedesátých letech 20. století sloužila pražská zoo jako přestupní a karanténní stanice pro mnoho živočichů, kteří putovali z Číny a někdejšího Sovětského svazu do západoevropských či amerických zoo. Krátce tu pobyla skoro stovka orlosupů odchycených ve volné přírodě. Teprve v roce 1971 přišel pár, který se v Praze usídlil natrvalo.
Tito původní jedinci pocházející ze Zakavkazska žijí v Zoo Praha dodnes a právě oni se stali prvním rodičovským párem orlosupů na území bývalého Československa. První úspěšný odchov se jim však podařil až v roce 1989. Hned poté se Zoo Praha připojila k programu zpětného vypouštění do přírody a v roce 2000 byla do italských a francouzských hor vypuštěna první pražská mláďata. Dnes je původní pár již starý a několik let se nerozmnožuje. Zejména samec Pablo (narodil se pravděpodobně 1969) však jako starostlivý adoptivní rodič pravidelně odchovává mláďata od párů z jiných zoologických zahrad, která se rovněž zapojují do programu návratu orlosupa do evropských hor.
Ke konci roku 2018 byl chován samec a tři samice.

#### Pablo a pěstounská péče
Příkladem může být situace z roku 2012. Mládě orlosupa bradatého přicestovalo do Prahy ze Zoo Ostrava. Tam samice ze zkušeného páru orlosupů bradatých nakladla hned dvě vejce, z nichž to druhé muselo být rodičům odebráno a přemístěno do líhně. Problém spočívá v tom, že mláďata se líhnou postupně s odstupem i několika dní, a liší se tak výrazně velikostí. V takové situaci pak hrozí, že po vylíhnutí usmrtí starší z mláďat mladšího sourozence. Jde o běžný jev, který je označován jako kainismus. V zoologických zahradách je přitom snahou přirozeně odchovat všechna mláďata, aby mohla být posílena populace ve volné přírodě. První mládě se v Ostravě vylíhlo z 15. na 16. února, druhé, odchované v líhni, pak 22. února. Týden bylo uměle krmeno, ve středu 29. února absolvovalo transport k náhradním pěstounům – starým a zkušeným orlosupům do Zoo Praha. Ti mládě přijali za své jako v předchozích letech při podobné situaci. Pablo tímto způsobem dosud odchoval dalších šest mláďat.
Pablo je pravděpodobně nejstarším známým žijícím orlosupem. Orlosupi podobného (či i staršího) věku žili ještě před několika málo lety v rakouské Alpenzoo Innsbruck, ve španělské chovné stanici Guadalentin nebo ve francouzské zoo La Garenne. Samici z innsbruckého páru bylo dokonce přes padesát. Žádný z těchto jedinců však již není naživu. Přibližně stejně stará jako Pablo je samice Penelopa, s níž v Praze žil po dobu dlouhých čtyřicet čtyři let (1971–2015). Odchovali spolu jedenáct mláďat. Většina z nich byla v rámci reintrodukčního programu vypuštěna v Alpách. Kromě vlastních potomků však vychovali i řadu mláďat jiných rodičů, která jim byla podložena.
Větší zásluhy má Pablo, protože stárnoucí Penelopa v posledních letech jejich soužití ponechávala péči o tato podstrčená mláďata především či dokonce výhradně na něm. Stav Penelopy byl také důvodem, proč ji u Pabla v roce 2015 nahradila mnohem mladší Molly. Slepá Penelopa dožívá v zázemí, ale Pablo se zdá být stále v plné síle. Svědčí o tom i skutečnost, že si své bílé peří na hlavě důsledně natírá červenou hlinkou, aby se Molly líbil. Pokud se jediné Mollyino vejce vylíhne, měl by se v roce 2018 znovu stát otcem.

#### Umístění v zoo
Původně orlosupí pár Pablo a Penelope sídlili ve Velké voliéře dravců. Hnízdili v ní, ale vzhledem k tomu, že prostor obývali společně s dalšími druhy dravých ptáků, nikdy ve voliéře nebyl dostatečný klid na odchov. Protože na hnízdění na jednom místě potřebují minimálně tři měsíce, na začátku zimy probíhalo stěhování do samostatné voliéry. Ani to však neposunulo orlosupy k úspěchu, a proto došlo k dalšímu stěhování. Novým domovem páru se stala stará voliéra po pumách, umístěná pod skalou mezi výběhy horských kopytníků. Orlosupi obývají tuto historickou voliéru dodnes, byť je již domovem pro jiný pár. Na přelomu let 2017 a 2018 prošla voliéra celkovou rekonstrukcí. Tito ptáci osídlili taky voliéru u jižního vchodu.

## Fotogalerie

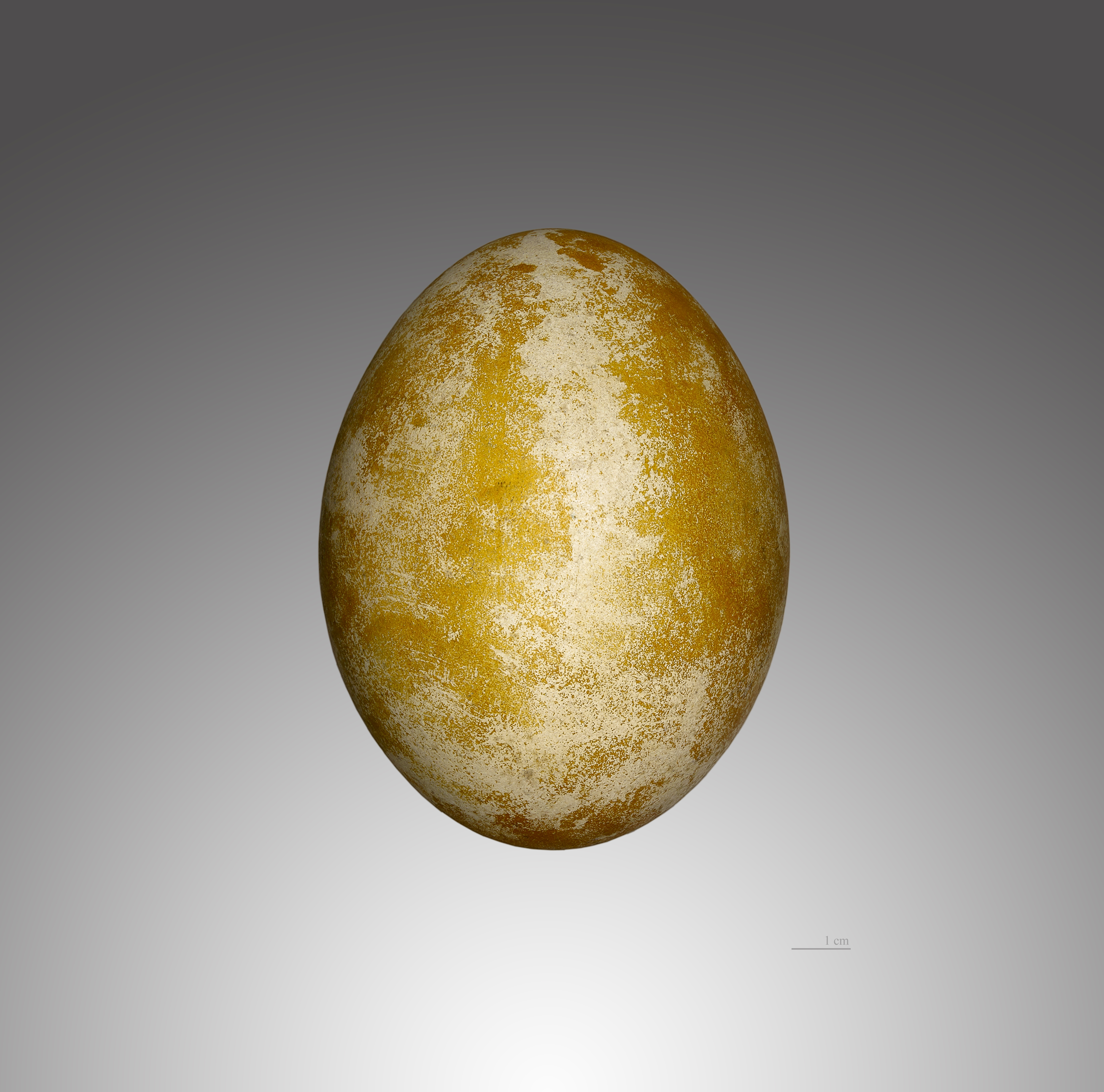
Gypaetus barbatus aureus
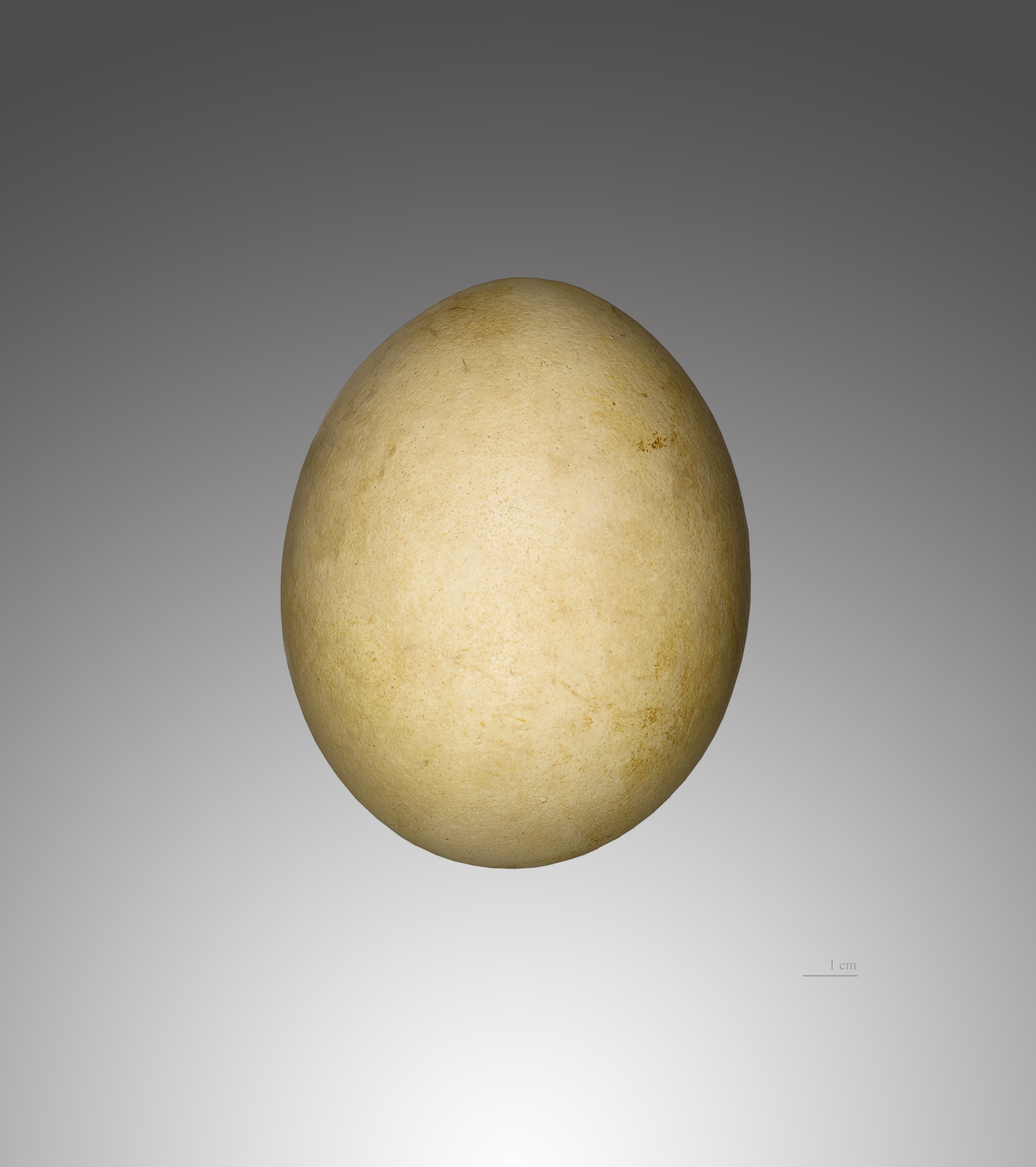
Gypaetus barbatus hemachalanus
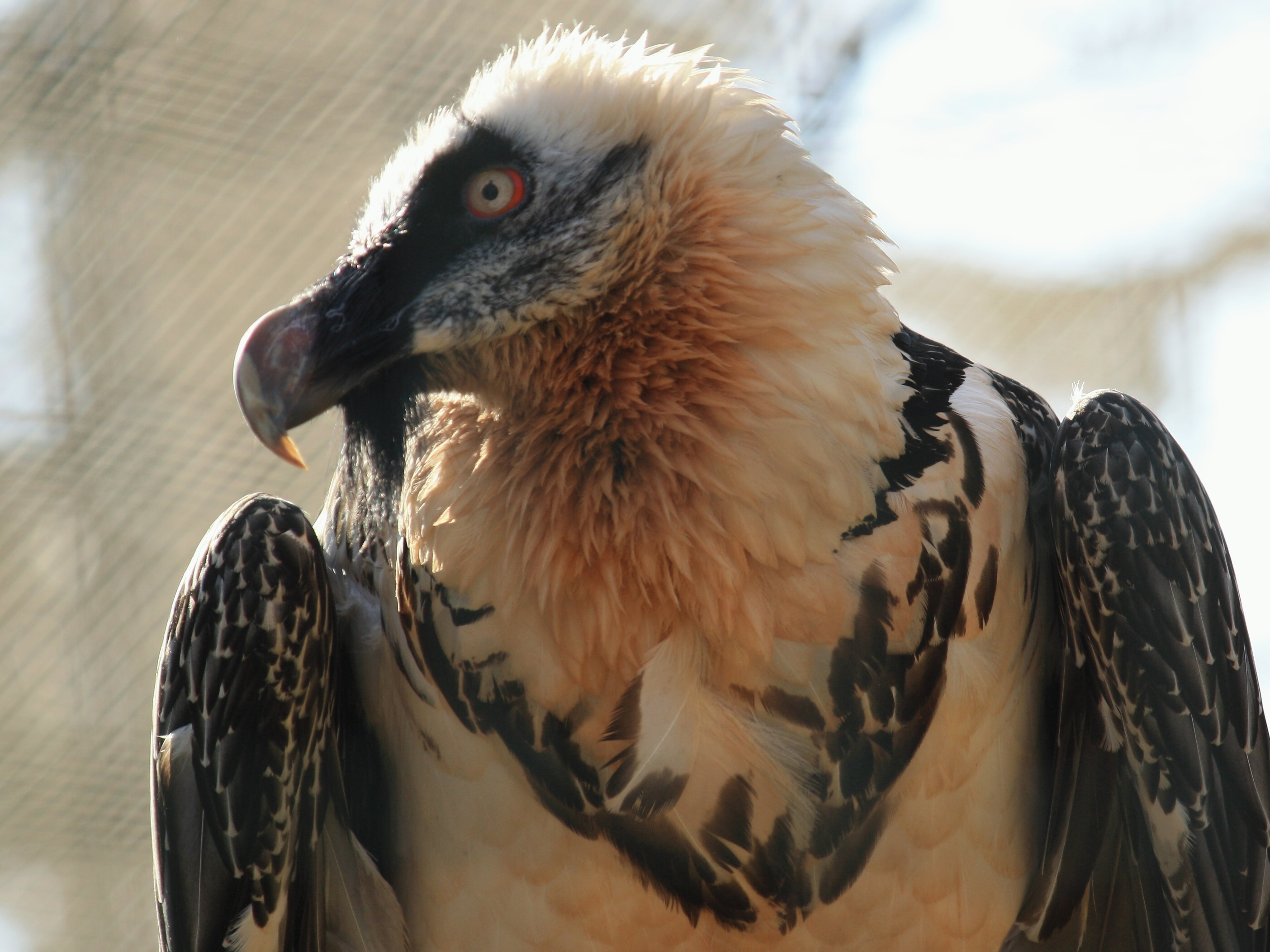
Gypaetus barbatus, ZOO Praha